# Martin Moller
Pour les articles homonymes, voir Moller.
Martin Moller (ou Möller) est un poète allemand auteur de cantiques dévolus au culte luthérien, né le 10 novembre 1547 à Ließnitz (maintenant Kropstädt, près de Wittemberg) en Saxe-Anhalt et décédé le 2 mars 1606 à Görlitz en Basse-Silésie.

## Biographie
Après une première formation à l'école de Wittenberg dans les années 1560-1566, Moller étudie à la nouvelle école de Görlitz où il reçoit une éducation humaniste et théologique intensive d'après les principes de Philipp Melanchthon, de son premier recteur Peter Vincentius et de son collègue Laurentius Ludovicus. La pauvreté l'empêche de préparer une formation universitaire mais Ludovicus lui permet, en 1568, de devenir chef de chœur et prédicateur en Silésie. En 1592, il est nommé pasteur à Kesselsdorf, près de Dresde puis, automatiquement, un même poste lui revient à Wittemberg. En 1595, Moller obtient un nouveau ministère à Sprottau (aujourd'hui Szprotawa en Pologne) et il terminera sa carrière comme pasteur à l'église St Pierre et St Paul de Görlitz en 1600. Les autorités estimèrent que le manque de diplôme formel était largement compensé par son apprentissage et ses études.
Avec la publication de son Praxis evangeliorum en 1601 il est néanmoins très rapidement, et très violemment, attaqué pour son cryptocalvinisme, notamment par Salomon Gesner. Moller répond de ces accusations avec son Apologia en 1602 et meurt à 59 ans affaibli par la cécité.
Johann Sebastian Bach a puisé dans sa production pour 6 cantates, les BWV 3, 44, 58, 90, 101 et 153.

## Œuvre
Moller va souvent chercher chez les anciens (Saint Augustin, Bernard de Clairvaux, etc.) une inspiration pour ses hymnes, cantiques et autres productions. Il est plutôt considéré comme un théologien de la conciliation. Quatre de ses hymnes survivent encore dans les livres de cantiques protestants allemands d'aujourd'hui mais sa production est surtout source d'inspiration pour d'autres poètes religieux.
- MEDITATIONES sanctorum Patrum.Schöne, Andechtige Gebet, Tröstliche Sprüche, Gottselige Gedancken … Aus den heyligen Altvätern: Augustino, Bernhardo, Taulero, vnd andern, fleissig … zusammen getragen vnd verdeutschet. Görlitz: 1. Teil 1584, 2. Teil 1591 (und viele weitere Auflagen)
- Manuale De praeparatione ad mortem. Heylsame vnd sehr nützliche betrachtung, wie ein Christen Mensch aus Gottes Wort sol lernen Christlich leben, vnd Seliglich sterben. Görlitz 1593
- Praxis Evangeliorum. Einfeltige erklerung und nützliche betrachtung der Evangelien, so auff alle Sontage und vornemesten Fest Jährlich zu predigen verordnet sind: Für alle frome Hertzen, die sich in jetzigen letzten Zeiten vom Sündlichen WeltLaufft absondern und auff die Erscheinung unsers Herrn Jesu mit Frewden warten. (Postille in vier Bänden). Görlitz 1601
- Kurtze Apologia und Verantwortung etlicher wenig Lehr und Troststücke, so von Doctore Salomone Gesnero, Professore zu Wittenberg, in dem new außgangen Buche, Praxis Evangeliorum genandt, angefeindet und verdächtig gehalten werden. Görlitz 1602
- Thesaurus precationum: Andächtige Gebet, und tröstliche Seufftzen, aus den ordentlichen Sontages und Fest Evangelien, darinnen die vornembsten Lehren unnd Trost, so der Text mit bringet, zum rechten Brauch gezogen, und neben dem Heyligen Vater unser und Psalmen, täglich mit grossem nutz können gebraucht werden; Mit einem ordentlichen Register. Görlitz 1603